# Pense em Mim
"Pense em Mim" é uma canção composta por Douglas Maio, José Ribeiro e Mario Soares e gravada pela dupla sertaneja brasileira Leandro e Leonardo no álbum Leandro e Leonardo Vol.4. 
Com um arranjo que utiliza o sintetizador para reproduzir cordas e metais, a gravação é aberta por um solo de saxofone em 16 compassos, seguida pela estrutura simples da canção: parte A, refrão, parte B, repete a introdução, parte B, refrão, repete o refrão. Tanto na instrumentação quanto no tema, "Pense em Mim" mostra uma adaptação do estilo sertanejo ao gosto do público urbano, numa tentativa de dissociar a dupla do mundo rural e ampliar o seu alcance. 
A estratégia foi bem sucedida: lançada junto com o álbum, em janeiro de 1990, "Pense em Mim" foi um dos maiores sucessos da dupla, chegando ao sexto lugar nas paradas de sucesso nacionais. O CD vendeu mais de 2,85 milhões de cópias no Brasil.
Ainda no início dos anos 90, a música recebeu uma versão da banda de rock Patrulha 66 (na época, ainda como Patrulha 666). Mais tarde, seria regravada também por artistas como Hebe Camargo (no CD Pra Você, de 1998), Marília Pera (em Estrela Tropical, de 2000, num pot-pourri com "Que Raio de Amor é Esse?") e Olívia Byington (Perto, de 2009).